# Anomobryum alboimbricatum
Anomobryum alboimbricatum là một loài Rêu trong họ Bryaceae. Loài này được T.J. Kop. & D.H. Norris mô tả khoa học đầu tiên năm 1984.